# Поведінкова наука
Поведінкова наука (поведінкові науки) — термін, що охоплює різні дисципліни з вивчення взаємодії між живими істотами (організмами) у природному світі. Вони передбачають послідовне співставлення та дослідження поведінки людей і тварин шляхом вивчення минулого, впорядковане та натуралістичне спостереження за сьогоденням, математичне моделювання та ретельні наукові досліди. Поведінкові науки намагаються досягти ґрунтовних, неупереджених висновків за допомогою чітких визначень і споглядання. Прикладами поведінкових наук є: психологія, психобіологія, антропологія та когнітивна наука, ⁣філологія, економіка, а також багато інших. Здебільшого наука про поведінку, стосується людської діяльності й насамперед, намагається узагальнити поводження людини стосовно суспільства і її впливу на спільноту загалом. 
Соціальні й поведінкові науки тісно пов’язані з педагогічними, історичними, психологічними науками. Студенти вивчають ці академічні предмети в українських навчальних закладах та опановують навички дослідження громадської діяльності людини, подій, що впливають на життя і поведінку людини у суспільстві. Для вивчення, застосовують сучасні методики викладання лекційних курсів, практичні заняття на основі дійсних об’єктів з можливістю отримання важливих у майбутньому професій економіста, політолога, психолога, соціолога, фахівця з міжнародних відносин.

## Різниця між поведінковими й соціальними науками
Термін поведінкові науки часто плутають з терміном соціальні науки. Хоча ці дві широкі галузі взаємопов'язані та вивчають систематичні процеси поведінки, вони різняться за рівнем наукового аналізу відмінних чинників поведінки.
Поведінкові науки абстрагують емпіричні дані, задля вивчення способів ухвалення рішень і стратегій комунікацій всередині між особами соціальної системи. Маються на увазі такі галузі, як: психологія, етологія, соціальна неврологія та когнітивні науки.
На відміну від цього, суспільні науки, дають перцептивну (проникливу) основу для вивчення явищ соціальної системи, через вплив громадської організації на структурну перебудову окремої особистості та груп. Переважно, вони переймаються такими напрямками, як: соціологія, економіка, охорона здоров'я, антропологія, демографія та політологія.

## Категорії поведінкових наук
Поведінкові науки мають дві основні категорії: нейронні — інформаційні науки та соціальні — реляційні науки.
Наукові дослідження щодо обробки інформації, стосуються вивчення стимулів із соціального середовища пізнавальних суб'єктів, щоби брати участь в ухваленні рішень, соціальному судженні і соціальному сприйнятті, стосовно індивідуального існування та виживання живого створіння у соціальному середовищі. До них належать: психологія, когнітивна наука, психофізіологія, нейронні мережі, соціальне пізнання, соціальна психологія, семантичні мережі, етологія і соціальна нейронаука.
З іншого боку, реляційні науки мають справу зі стосунками, взаємодією, мережевими зв'язками, асоціаціями та реляційними стратегіями або динамікою між організмами чи когнітивними утвореннями соціальної системи. Це галузі, як от: соціологічна соціальна психологія, соціальні мережі, динамічний аналіз мережі, агентна модель і мікросимуляція.

## Застосування поведінкових наук
Вивчення декількох чистих предметів у межах поведінкових наук, здійснюється за допомогою різних прикладних дисциплін та застосовується у сенсі повсякденного життя та бізнесу. Цими прикладними дисциплінами поведінкової науки, є: організаційна поведінка, дослідження операцій, споживча поведінка та психологія засобів масової інформації. Поведінкові науки здатні бути дуже корисними суспільству.